# Division 2 1968/69
Die Division 2 1968/69 war die 30. Austragung der zweithöchsten französischen Fußballliga.
Die Punktspiele begannen am 1. September 1968, der letzte Spieltag fand am 15. Juni 1969 statt. Über Weihnachten und Neujahr gab es eine Winterpause. Zweitligameister wurde der SCO Angers.

## Vereine
Teilnahmeberechtigt waren die 16 Vereine, die nach der vorangegangenen Spielzeit weder in die erste Division aufgestiegen waren noch ihre Lizenz – freiwillig oder gezwungen – abgegeben hatten; dazu kamen vier Erstligaabsteiger sowie ein Klub, der zu dieser Spielzeit eine neue Profilizenz erhielt.
Somit spielten in dieser Saison folgende 21 Mannschaften um die Meisterschaft der Division 2:
- vier Mannschaften aus dem äußersten Norden (US Boulogne, US Dunkerque, die beiden Absteiger Racing Lens und OSC Lille),
- drei aus Paris beziehungsweise der Champagne (der während dieser Spielzeit umbenannte RC Paris-Joinville, Stade Reims, Entente AC Chaumont),
- zwei aus dem Nordosten (AS Nancy, Racing Club Franc-Comtois Besançon),
- vier aus dem Westen (FC Lorient, Absteiger SCO Angers, FC Limoges, AS Angoulême),
- sieben aus dem Süden (FC Grenoble, AS Béziers, SO Montpellier, Olympique Avignon, Absteiger AS Aix, SC Toulon, AS Cannes),
- einer aus Korsika (Neuling Gazélec FC Ajaccio).

Einen direkten Auf- und Abstieg in Abhängigkeit vom sportlich erzielten Ergebnis gab es lediglich zwischen erster und zweiter Profi-Division; nach dem Zweiten Weltkrieg war über einige Jahre ein Abstieg in die dritthöchste Spielklasse eingeführt worden, der allerdings inzwischen nicht mehr in Kraft war. Ein Zweitdivisionär konnte also alleine in dem Fall absteigen, dass er seine Lizenz abgab oder sie ihm entzogen wurde. Bisherige Amateurmannschaften hingegen konnten auch weiterhin nur dann zur folgenden Saison in die Division 2 aufsteigen, wenn sie vom zuständigen Verband FFF die Genehmigung erhielten, professionellen Status anzunehmen.
Auch in dieser Saison gab es eine Relegation zwischen dem am schlechtesten platzierten Erstligisten, der nicht direkt abstieg, und dem besten, nicht direkt aufstiegsberechtigten Zweitligisten.

## Saisonverlauf
Jede Mannschaft trug gegen jeden Gruppengegner ein Hin- und ein Rückspiel aus, einmal vor eigenem Publikum und einmal auswärts. Es galt die Zwei-Punkte-Regel; testweise – und nur für diese eine Spielzeit – wurde eine Bonusregelung zur Förderung des Angriffsfußballs eingeführt, die besonders „torhungrige“ Mannschaften belohnte (ein Punkt für jede Begegnung, in der das Team mindestens drei Treffer erzielte). Bei Punktgleichheit gab die Tordifferenz den Ausschlag für die Platzierung.
Da es erneut nur einen einzigen direkten Aufstiegs- sowie einen Relegationsplatz gab, war vor Saisonbeginn mit einem harten und engen Rennen um die ersten Ränge gerechnet worden. Tatsächlich war der Kreis der ernsthaften Aufstiegskandidaten aber schon früh auf lediglich fünf Mannschaften reduziert, von denen sich zwei in der Rückrunde von Limoges, Nancy und Toulon deutlich absetzen konnten. Und schon im Frühjahr wies von den beiden führenden Teams der Absteiger aus Angers einen gehörigen Abstand auf seinen einzigen Verfolger Angoulême auf. Diese beiden hatten dank ihrer Sturmreihen auch am stärksten von der Bonuspunkteregelung profitiert, überschritten jeweils deutlich die 100-Tore-Marke – Toulon mit dem drittbesten Angriff brachte es nur auf 75 Tore – und wiesen schließlich 26 beziehungsweise 16 Punkte Vorsprung auf den Tabellendritten auf.
Diese Bonusregelung hatte sich insoweit bewährt, als die durchschnittliche Trefferzahl pro Begegnung in der zweiten Division erstmals seit sechs Jahren wieder deutlich oberhalb der Drei-Tore-Grenze lag; allerdings verlängerte der Fußballverband sie dennoch nicht über das Saisonende hinaus. Erst vier Jahre später führte er sie in erster und zweiter Liga wieder ein, wenn auch nur für drei Spielzeiten.
In den 420 Begegnungen wurden 1342 Treffer erzielt; das entspricht einem Mittelwert von fast 3,2 Toren je Spiel. Die Torjägerkrone gewann Gérard Grizzetti aus Angoulême mit 55 Treffern, der den bisherigen Rekord von Jean Nicolas aus der Saison 1933/34 um ein Tor überbot; diese neue Höchstmarke sollte mehr als ein halbes Jahrhundert lang Bestand haben. Nach Saisonende gaben gleich fünf Vereine ihren Profistatus auf, von denen drei (Lille, Montpellier, Lens) schon seit den 1930er Jahren und Béziers seit 1945 dabei waren; lediglich Chaumont hatte erst drei Jahre unter professionellen Bedingungen gespielt. Das Dilemma des französischen Fußballs der 1960er Jahre – wenige „große“ Fußballer, häufig unattraktive Spielweise, fehlende Erfolge, abnehmende Zuschauerzahlen und Einnahmen bei gleichzeitig hohen Reisekosten – wirkte sich in der zweiten Division besonders stark aus, und nicht nur der OSC Lille zog daraus die Konsequenz, lieber im Amateurlager anzutreten, als sich weiter zu verschulden. Zur folgenden Spielzeit kamen mit der AS Monaco und OGC Nizza zwei Absteiger aus der Division 1 hinzu. Neue Profilizenzen erteilte der Fußballverband nicht, so dass die zweite Division dann mit 16 Teilnehmern ausgetragen werden sollte.

## Abschlusstabelle
| Pl. | Verein                 | Sp. | S  | U  | N  | Tore    | Diff. | Punkte | Bonus | Gesamt |
| --- | ---------------------- | --- | -- | -- | -- | ------- | ----- | ------ | ----- | ------ |
| 1.  | SCO Angers (A)         | 40  | 29 | 7  | 4  | 128:450 | +83   | 65:15  | 21    | 86     |
| 2.  | AS Angoulême           | 40  | 24 | 12 | 4  | 112:440 | +68   | 60:20  | 16    | 76     |
| 3.  | AS Nancy               | 40  | 19 | 9  | 12 | 067:470 | +20   | 47:33  | 13    | 60     |
| 4.  | FC Limoges             | 40  | 20 | 10 | 10 | 067:580 | +9    | 50:30  | 9     | 59     |
| 5.  | SC Toulon              | 40  | 19 | 9  | 12 | 065:520 | +13   | 47:33  | 9     | 56     |
| 6.  | AS Aix (A)             | 40  | 17 | 10 | 13 | 063:630 | ±0    | 44:36  | 10    | 54     |
| 7.  | Racing Lens (A)        | 40  | 15 | 13 | 12 | 073:480 | +25   | 43:37  | 10    | 53     |
| 8.  | Stade Reims            | 40  | 19 | 6  | 15 | 065:460 | +19   | 44:36  | 9     | 53     |
| 9.  | FC Grenoble            | 40  | 15 | 13 | 12 | 064:600 | +4    | 43:37  | 8     | 51     |
| 10. | Gazélec FC Ajaccio (N) | 40  | 15 | 8  | 17 | 063:620 | +1    | 38:42  | 13    | 51     |
| 11. | FC Lorient             | 40  | 18 | 6  | 16 | 061:610 | ±0    | 42:38  | 8     | 50     |
| 12. | Olympique Avignon      | 40  | 15 | 12 | 13 | 056:530 | +3    | 42:38  | 7     | 49     |
| 13. | OSC Lille (A)          | 40  | 14 | 14 | 12 | 056:510 | +5    | 42:38  | 6     | 48     |
| 14. | AS Cannes              | 40  | 15 | 12 | 13 | 065:590 | +6    | 42:38  | 5     | 47     |
| 15. | EAC Chaumont           | 40  | 13 | 8  | 19 | 070:790 | −9    | 34:46  | 10    | 44     |
| 16. | US Dunkerque           | 40  | 14 | 5  | 21 | 049:640 | −15   | 33:47  | 6     | 39     |
| 17. | SO Montpellier         | 40  | 12 | 9  | 19 | 042:600 | −18   | 33:47  | 2     | 35     |
| 18. | AS Béziers             | 40  | 11 | 5  | 24 | 048:820 | −34   | 27:53  | 7     | 34     |
| 19. | RC Paris-Joinville     | 40  | 8  | 12 | 20 | 041:860 | −45   | 28:52  | 2     | 30     |
| 20. | Racing FC Besançon     | 40  | 4  | 11 | 25 | 053:126 | −73   | 19:61  | 7     | 26     |
| 21. | US Boulogne            | 40  | 5  | 7  | 28 | 034:960 | −62   | 17:63  | 3     | 20     |

Platzierungskriterien: 1. Punkte – 2. Tordifferenz – 3. geschossene Tore

| (A) | Absteiger aus der Division 1 1967/68 |
| (N) | Neuaufsteiger                        |

## Relegationsrunde
In diesem Jahr fanden die Barrages wieder nur zwischen je einem Erst- (AS Monaco) und einem Zweitligisten (AS Angoulême) statt. Dabei gewannen die beiden Mannschaften jeweils ein Spiel, so dass ein drittes entscheiden musste. Darin setzte sich der unterklassige Klub durch.
|           | Gesamt |              | Hinspiel | Rückspiel | Playoff |
| --------- | ------ | ------------ | -------- | --------- | ------- |
| AS Monaco | 2:4    | AS Angoulême | 2:1      | 0:1       | 0:2     |